# واچه هاروتیونیان
واچه هاروتیونیان (واچاگان گئورگی هاروتیونیان) (ارمنی: Վաչե Հարությունյան (Վաչագան Գևորգի Հարությունյան؛  زادهٔ ۱۸۹۸ یا ۱۹۰۰ - درگذشته ۱۹۸۶) نمایشنامه‌نویس اهل ارمنستان بود.

## زندگی‌نامه
وی در ۱۸۹۸ یا ۱۹۰۰ در کوش به دنیا آمد و از مدرسه اسقفی ایروان (۱۹۲۰) و دانشگاه دولتی ایروان (۱۹۲۵) فارغ‌التحصیل گشت. عضو اتحادیه نویسندگان اتحاد شوروی بود و در وزارت آموزش، علوم، فرهنگ و ورزش (ارمنستان) و تئاتر مخاطبان نوجوان فعالیت شده‌است. وی همچنین برندهٔ جوایزی همچون چهره فرهنگی شایسته ارمنستان شوروی شد. وی در ۱۹۸۶ در سن ۸۶ سالگی درگذشت.